# Zopa
Zopa是一家英國金融服務公司，2005年成為世界上第一家網路借貸公司，後來獲得銀行牌照。

## 歷史
Zopa於2005年3月在英國推出，作為網路借貸的安排者，將投資者以及尋求個人貸款的聯繫起來。它由互聯網銀行公司雞蛋銀行的一個團隊於2004年在白金汉郡創立。

## 形象
該公司的主要辦公室位於伦敦桥。自2017年以來，Zopa還有在西班牙巴塞罗那設發展中心。該公司的名稱來自「談判協議區」，這是一種談判術語，用於確定雙方之間可以達成協議的範圍。

## 外部連結
- 官方网站